# Dekanat Korycin
Dekanat Korycin – jeden z 13 dekanatów w rzymskokatolickiej archidiecezji białostockiej.

## Parafie
W skład dekanatu wchodzi 10 parafii:
- parafia św. Jana Chrzciciela w Brzozowej
- parafia MB Pocieszenia w Chodorówce
- parafia Przemienienia Pańskiego w Hołodolinie
- parafia św. Jerzego w Janowie
- parafia Świętej Trójcy w Jasionówce
- parafia MB Pocieszenia w Jatwiezi
- parafia Znalezienia i Podwyższenia Krzyża Świętego w Korycinie
- parafia św. Józefa Rzemieślnika i św. Faustyny Kowalskiej w Łubiance
- parafia Niepokalanego Serca Maryi w Marianowie
- parafia św. Apostołów Piotra i Pawła w Suchowoli

## Sąsiednie dekanaty
Dąbrowa Białostocka, Knyszyn, Lipsk (diec. ełcka), Sokółka, Wasilków